# Peperomia ovatilimba
Peperomia ovatilimba är en pepparväxtart som beskrevs av C. Dc.. Peperomia ovatilimba ingår i släktet peperomior, och familjen pepparväxter. Inga underarter finns listade i Catalogue of Life.